# Сфирис, Крис
Крис Сфи́рис (англ. Chris Spheeris, род. 8 июня 1956) — американский композитор-мультиинструменталист, продюсер, вокалист греческого происхождения, брат режиссёра, обладателя «Оскара», Коста-Гавраса. Считается одним из основателей музыкального направления New-age.

## Биография
Родился 8 июня 1956 года в Милуоки, штат Висконсин, США. Семья Криса Сфириса владела цирковым шоу «Magic Empire Shows». Дядя Криса Сфириса руководил цирком и сам выступал в качестве силача, его жена была билетёршей этого цирка. В семье Криса было много творческих личностей: его старший брат — режиссёр и сценарист, обладатель премии «Оскар» Коста-Гаврас (Costa Gavras), его двоюродная сестра Пенелопа Сфирис (Penelope Spheeris) — также кинорежиссёр. Известна документальной работой «Падение западной цивилизации» (1981) и как создатель фильма «Мир
Уэйна» (1992). Кроме того, Крис Сфирис — двоюродный брат известного в 1970-е годы певца и музыканта Джимми Сфириса (Jimmie Spheeris), работавшего в жанрах джаз-рока и нью-вейва.
В детстве лето Крис проводил в Греции, что повлияло на его музыку в дальнейшем. Старшая сестра была пианисткой, играла брату Бетховена, Шопена и Дебюсси. Мама и бабушка исполняли греческие народные мелодии и песни. Также, музыкант признавался, что его вдохновляли композиции Битлз, Джеймса Тейлора, Джони Митчел. С подросткового возраста начал писать музыку и песни для гитары. Спустя много лет, став не только композитором, но также и продюсером, Крис Сфирис признавался, что до сих пор не знает лучшего музыканта, чем его погибший двоюродный брат Джимми Сфирис.
Мотивы греческой народной музыки особенно превалируют в произведениях в самом начале музыкальной карьеры Криса Сфириса. Первые шесть лет своей музыкальной карьеры он провел в качестве певца и автора песен со своим другом детства, музыкантом Полем Вудурисом. Поль познакомил Сфириса с синтезаторами и с ранними альбомами Genesis, Yes и Brian Eno.
«В течение первых двух лет учёбы в Академии ВВС США Крис присылал мне тексты песен по почте, а я писал музыку к ним, исполнял и записывал песни вместе с братьями Дули. Это было началом музыкального сотрудничества между нами», — вспоминал Вудурис.
После возвращения Вудуриса из Академии, дуэт Spheeris & Voudouris выступал в ресторанах, а через два года, в 1978 году, на деньги родителей музыканты записали свой первый альбом (Spheeris & Voudouris) и начали гастролировать.
В 1980 году в студии отеля Playboy resort на озере Женева, штат Висконсин, был записан «Points of View». Этот альбом содержал больше эзотерических композиций и демонстрировал смешение фолка и рока.
Дуэт давал всё больше концертов, теперь молодых людей сопровождал Симфонический оркестр Милуоки.
Далее была записана «Primal Tech» (1982) в стиле new wave, и музыканты стали играть в этом тиле, что отвернуло от них часть фанатов. В этом же году была записана композиция «Пассаж». Затем дуэт распался. Крис остался в Милуоки, а Поль вернулся в Грецию.

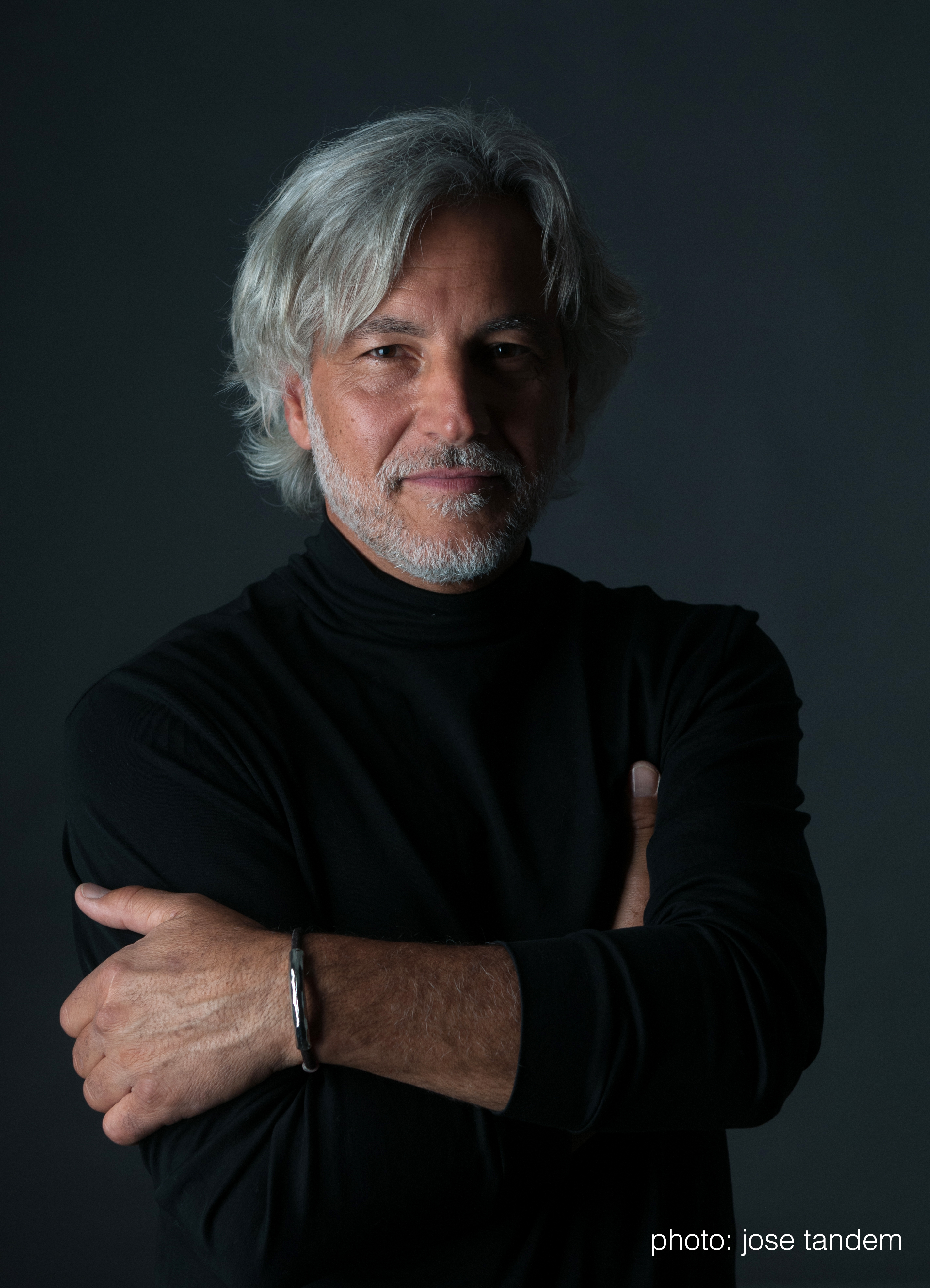
Крис Сфирис

Крис построил небольшую студию и начал экспериментировать со смесью электроники и акустической инструментальной музыки. В середине 1980-х Крис Сфирис начал создавать более сложные композиции для клавишных, которые записывал на демонстрационные плёнки. Одна из этих плёнок попала в поле зрения компании Columbia Records, с которой в 1985 году он и подписал контракт. Под этим лейблом вышли дебютные альбомы Сфириса — «Desires Of The Heart» и «Pathways To Surrender». После сотрудничества с Columbia Records Крис Сфирис создал свой собственный лейбл — Essence, под которым выпустил большую часть своих сольных альбомов и несколько записанных после воссоединения с Полом Вудурисом — «Enchantment» и «Nothing But The Truth».
В 1985 году Крис начал сочинять музыку для кино. Его работа в сотрудничестве с режиссёром Чипом Дунканом включает в себя телесериал Anyone Listening, сериал Mystic Lands (Discovery Networks), In a Just World (PBS) и учебный фильм под названием The Life & Death of Glaciers (Discovery Education).
Кроме того, музыкант часто путешествовал с родителями, и это влияло на его музыкальный вкус. В поездках Крис Сфирис обращал внимание на различные звуки, которые характерны для той или иной культуры. Весь опыт работы со звуками вылился в альбом «Mystic Traveller», записанный в 1996 году в соавторстве Робертом Кори. Основу треков составляют этнические зарисовки, которые почерпнул Крис в путешествиях по миру.
За последние 20 лет своего творчества Крис Сфирис выпустил 17 альбомов, включая сборники. В 1991 году пластинка «Enchantment» получила платиновый статус. В 1995 альбом «Mystic Traveller» был удостоен золотой награды. В 1997 году Сфирис вместе с Робертом Кори записал 13-частную сюиту «Mystic Lands», которая стала саундтреком в фильме «Chip Dunkan». В начале 2000 года Крис Сфирис начал сотрудничать с компанией «Higher Octave Records», и выпустил первый альбом под этим лейблом — «Dancing With The Muse». А в 2001 году за пластинку «Brio» Крис Сфирис удостоился ещё одной платиновой награды.

## Дискография

### Альбомы
- 1982 — Primal Tech Music
- 1984 — Desires of the heart
- 1988 — Pathways to surrender
- 1990 — Enchantment
- 1993 — Culture
- 1994 — Desires
- 1994 — Passage
- 1995 — Europa
- 1996 — Mystic traveller
- 1997 — Eros
- 1999 — Dancing with the Muse
- 2001 — Adagio
- 2001 — Brio
- 2011 — Maya (and the Eight Illusions)
- 2013 — Respect
- 2014 — Across Any Distance
- 2019 — Mujeres al Alba

### Сборники
- 1998 — Crystal Dreams
- 2000 — Platinum 2Cd
- 2001 — Best Dreams Mystic Hits Vol 18
- 2001 — The Best 1990—2000
- 2004 — Mediterranean Cafe
- 2005 — Essentials
- 2009 — Greatest Hits

### Синглы
- 2000 — Allura